# Ianthocincla cineracea
Ianthocincla cineraceus là một loài chim trong họ Leiothrichidae.